# Menemerus zimbabwensis
Menemerus zimbabwensis är en spindelart som beskrevs av Wesolowska 1999. Menemerus zimbabwensis ingår i släktet Menemerus och familjen hoppspindlar. Inga underarter finns listade i Catalogue of Life.